# Nizina Amursko-Sungaryjska
Nizina Amursko-Sungaryjska (chiń. 三江平原; pinyin Sānjiāng Píngyuán; dosł. „nizina trzech rzek”; ros. Среднеамурская низменность, Sriednieamurskaja nizmiennost´; Амуро-Сунгарийская равнина, Amuro-Sungarijskaja rawnina) – nizina w północno-wschodnich Chinach (prowincja Heilongjiang) i Rosji, leżąca między Górami Burejskimi i Małym Chinganem na zachodzie a górami Sichote-Aliń na wschodzie, w widłach granicznych rzek Amur i Ussuri. Zajmuje powierzchnię ok. 51 tys. km². Charakteryzuje się silnym zabagnieniem (tereny bagniste zajmują ok. 24 tys. km²) i stosunkowo rzadkim zaludnieniem. Czasami klasyfikowana jako część Niziny Mandżurskiej.
W latach 30. XX wieku oraz po powstaniu Chińskiej Republiki Ludowej nizina stała się celem migracji (głównie ludności wiejskiej) spowodowanych przeludnieniem Niziny Chińskiej, jak i chęci pełniejszego wykorzystania jedynego w Chinach regionu o poważniejszych rezerwach ziemi. W późniejszym czasie doszedł do głosu czynnik polityczny – dążenie do umocnienia zasiedlenia obszarów graniczących ze Związkiem Radzieckim. Na zmeliorowanych ziemiach niziny utworzono liczne państwowe gospodarstwa rolne i komuny ludowe. W późniejszym czasie zsyłano na nizinę w celach „reedukacyjnych” także mieszkańców miast.